# آيلتون ليرة
آيلتون ليرة (بالبرتغالية: Aílton Lira‏) هو لاعب كرة قدم ومدرب كرة قدم برازيلي في مركز الهجوم، ولد في 19 فبراير 1951. لعب مع نادي سانتوس ونادي ساو باولو.